# Macrobiotidae
Famille
Les Macrobiotidae sont une famille de tardigrades. 

## Liste des genres
Selon Degma, Bertolani et Guidetti, 2016 :
- Biserovus Guidetti & Pilato, 2003
- Calcarobiotus Dastych, 1993
- Famelobiotus Pilato, Binda & Lisi, 2004
- Insuetifurca Guidetti & Pilato, 2003
- Macrobiotus Schultze, 1834
- Mesobiotus Vecchi, Cesari, Bertolani, Jönsson, Rebecchi & Guidetti, 2016
- Minibiotus Schuster, 1980
- Minilentus Guidetti & Pilato, 2003
- Paramacrobiotus Guidetti, Schill, Bertolani, Dandekar & Wolf, 2009
- Pseudodiphascon Ramazzotti, 1965
- Pseudohexapodibius Bertolani & Biserov, 1996
- Schusterius Kaczmarek & Michalczyk, 2006
- Tenuibiotus Pilato & Lisi, 2011
- Xerobiotus Bertolani & Biserov, 1996

## Publication originale
- Thulin, 1928 : Über die Phylogenie und das System der Tardigraden. Hereditas, vol. 11, no 2/3, p. 207-266.